# Paralamprops aspera
Paralamprops aspera är en kräftdjursart som beskrevs av John Todd Zimmer 1907. Paralamprops aspera ingår i släktet Paralamprops och familjen Lampropidae. Inga underarter finns listade i Catalogue of Life.